# Belle 〜 Kanebo Hit Songs
『Belle 〜 Kanebo Hit Songs』（ベル 〜 カネボウ・ヒット・ソングス）は、2004年6月23日にGT musicから発売されたカネボウ化粧品のコマーシャルソングを集めたコンピレーション・アルバム。

## 収録曲
1. Oh! クッキーフェイス (2:59)/ティナ・チャールズ
2. Mr.サマータイム (3:53)/サーカス
3. 君は薔薇より美しい (3:39)/布施明
4. 唇よ、熱く君を語れ (3:51)/渡辺真知子
5. How many いい顔 (3:04)/郷ひろみ
6. Rock'n Rouge (4:15)/松田聖子
7. 君に、胸キュン。 (4:06)/イエロー・マジック・オーケストラ
8. 春咲小紅 (3:35)/矢野顕子
9. 君たちキウイ・パパイア・マンゴーだね。 (3:10)/中原めいこ
10. 吐息でネット (4:32)/南野陽子
11. すみれ September Love (3:51)/一風堂
12. 赤道小町ドキッ (3:12)/山下久美子
13. にくまれそうなNEWフェイス (3:54)/吉川晃司
14. キッスは目にして! (2:31)/ザ・ヴィーナス
15. ワインカラーのときめき (2:39)/新井満
16. 星化粧ハレー (3:49)/ハイ・ファイ・セット
17. 夢・恋・人。 (3:15)/藤村美樹
18. きみはどこまで美しくなるのか。 (4:46)/因幡晃
19. プリンセス TIFFA (3:23)/白井貴子&CRAZY BOYS
20. C-Girl (4:15)/浅香唯
21. Bonjourお目、目さん。 (2:40)/アラン・シャンフォー
22. Oh! クッキーフェイス (2:49)/夏目雅子